# Please Stay
«Please Stay» — песня австралийской певицы Кайли Миноуг с её седьмого студийного альбома Light Years (2000). Песня была написана Миноуг, Ричардом Стэннардом, Джулианом Галлахером и Джоной Темис, в то время как продюсированием трека занимались Стэннард и Галлахер. Песня была выпущена в качестве четвертого сингла с альбома.

## Форматы и трек-лист
CD-сингл 1
1. «Please Stay» — 4:08
2. «Santa Baby» — 3:23
3. «Good Life» — 4:06

CD-сингл 1
1. «Please Stay» — 4:08
2. «Please Stay» (7th District Club Flava Mix) — 6:33
3. «Please Stay» (Hatiras Dreamy Dub) — 7:02
4. «Please Stay» (Музыкальное видео)

Европейский CD-сингл 1
1. «Please Stay» — 4:08
2. «Santa Baby» — 3:23
3. «Good Life» — 4:06
4. «Please Stay» (Музыкальное видео)

Европейский CD-сингл 2
1. «Please Stay» — 4:08
2. «Santa Baby» — 3:23
3. «Please Stay» (Музыкальное видео)

## Чарты
| Чарт (2000)                       | Высшая позиция |
| --------------------------------- | -------------- |
| Австралия (ARIA Charts)           | 15             |
| Бельгия (Фландрия) (Ultratip)     | 10             |
| Бельгия (Валлония) (Ultratip)     | 13             |
| Ирландия (Irish Singles Chart)    | 16             |
| Испания (PROMUSICAE)              | 39             |
| Нидерланды (MegaCharts)           | 69             |
| Швеция (Sverigetopplistan)        | 47             |
| Великобритания (UK Singles Chart) | 10             |